# Trechona rufa
Espèce
Synonymes
- Trechona venosa rufa Vellard, 1924

Trechona rufa est une espèce d'araignées mygalomorphes de la famille des Dipluridae.

## Distribution
Cette espèce est endémique de la forêt atlantique de l'État de São Paulo au Brésil,.

## Systématique et taxinomie
Trechona rufa a été élevée au rang d'espèce par Pedroso, Baptista et Ferreira en 2008

## Publication originale
- Vellard, 1924 : Études de zoologie. Archivos do Instituto Vital Brazil, vol. 2, p. 1-32 & 121-170.